# Plemenita periska
Plemenita periska, poznata i kao lostura ili loščura (lat. Pinna nobilis), školjkaš je iz porodice lepezastih školjki (lat. Pinnidae). 

## Opis
Plemenite periske su najveći školjkaši Jadranskog mora. Prosječne su veličine između 30 i 50 centimetara, ali mogu dosegnuti visinu od 120 centimetara. Hermafroditi su.    
Školjka je zakopana do trećine visine te se bisusnim nitima veže za morsko dno. Od bisusnih niti periske u prošlosti se proizvodila tzv. morska svila.
Simbionti su račić periskin čuvar (Nepinnotheres pinnotheres), čiju prehranu čini sluz periske, i tirenska prozirna kozica (Pontonia pinnophylax) koja često živi uz nju.

## Rasprostranjenost
Plemenita periska je endemična vrsta Sredozemnog mora. U Jadranskom moru rasprostranjena je po cijeloj obali, na pjeskovitim i muljevitim dnima od 0,5 do 40 metara dubine. U lipnju 2023. broj plemenitih periski u hrvatskom dijelu Jadrana iznosio je 27. U studenom 2023. kod Poreča je pronađeno 78 malih plemenitih periski.

## Zaštita i izumiranje
Plemenita periska je osjetljiva na iznimna zagađenja, mnoge jedinke stradaju zbog sidrenja, a još uvijek je prisutno i ilegalno vađenje jedinki koje je zabranjeno 1977. godine. Nalazi se na popisu strogo zaštićenih vrsta Republike Hrvatske i postoji propisana visina naknade štete uzrokovane vađenjem periske iz mora.
Suočena je s masovnim izumiranjem koje je prvi put zabilježeno 2016. godine na jugoistočnoj obali Španjolske. Masovni pomori su od tada zabilježeni i potvrđeni u Francuskoj, Italiji, Turskoj, Grčkoj i Albaniji, a Društvo istraživača mora 20000 milja zabilježilo je prvi masovni pomor zaštićene plemenite periske u Jadranu. U svibnju 2019. godine pomor je opažen na Elafitima, a kasnije u listopadu objavljena je vijest da u Parku prirode Lastovo više nema živih jedinki vrste. U siječnju 2020. godine primijećen je pomor na Pelješcu. Nakon izrazito agresivnog razmnožavanja prethodnih godina, neki izvori govore o 5 – 10 periski na četvornom metru, došlo je do naglog izumiranja čiji uzrok nije poznat. Pretpostavlja se da je riječ o parazitu Haplosporidium pinnae i o zagrijavanju mora.